# Черно (Польща)
Черно (пол. Czerno) — село в Польщі, у гміні Ґошковиці Пйотрковського повіту Лодзинського воєводства.
У 1975-1998 роках село належало до Пйотрковського воєводства.